# 에르네스토 데 쿠르티스
에르네스토 데 쿠르티스(Ernesto De Curtis, 1875년 10월 4일 ~ 1937년 12월 31일)는 이탈리아의 작곡가이다.
나폴리에서 주세페 데 쿠르티스와 엘리사베타 민논의 아들로 태어났으며, 작곡가 사베리오 메르사단테의 증손자이자 시인 지암바티스타 데 쿠르티스의 형제이다. 지암바티스타 데 쿠르티스와 함께 "돌아오라 소렌토로"를 작곡했다. 그는 피아노를 공부했으며 나폴리의 산 피에트로 아 마이엘라 음악원에서 학위를 받았다.
그는 1937년 나폴리에서 사망했다.

## 작품
그는 다음을 포함하여 백 곡이 넘는 노래를 작곡했다.
- "돌아오라 소렌토로" - 1902
- "밤의 목소리 (Voce 'e notte)" - 1904
- "나를 위해 노래 불러줘 (Canta pe' me)" - 1909
- "나를 잊지 말아요 (Non ti scordar di me)" (가사: 리베로 보비오) - 1912
- "기타를 연주해 (Sona chitarra)" - 1913
- "너는 왜 울지 않니 (Tu ca nun chiagne)" - 1915
- "두오르메 카르메 (Duorme Carmé')"
- "너를 너무 사랑해 (Ti voglio tanto bene)"
- "나를 잊지 말아요 (Non ti scordar di me)" (가사: 도메니코 푸르노) - 1935